# Pansrpstvo
Pansrpstvo ili Pansrbizam označava srpski nacionalističko orijentiran poseban oblik panslavizma. Temelji se na koncepciji panrusizma
i stoga je bio suprotnost srpsko-hrvatskoj koaliciji za akciju Frane Supila i jugoslavenstva ili neoslavizma kojeg je zagovarao Tomáš Garrigue Masaryk.
Umjesto demokratske južnoslavenske federacije republika pansrpski nacionalisti i monarhisti su tražili južno slavensko carstvo pod srpskim vodstvom.

## Uspjeh pansrpstva u jezikoslovlju
Prvi veliki uspjeh pansrpstva bilo je etabliranje termina "Srbohrvata" i Srpskohrvatskog jezika u Zapadnoj Europi.
Jezikoslovno okvireno srpstvo obuhvatilo je Hrvate i Bošnjake po kratkom postupku kao katoličke ili muslimanske "Srbohrvate" a pravoslavne Makedonce i Crnogorce kao južne Srbe.
Kao važan predstavnik "pansrpstva" početkom 20. stoljeća smatra se premijer Srbije Nikola Pašić.
U srpskim izvorima pojam "pansrpstvo" se gotovo ne koristi. Prema tamošnjim tumačenju smatra se da je pojam skovan od Austro-Ugarske, ili rimokatoličke hrvatske oporbe u Austro-Ugarskoj zbog propagandih razloga i pretežno zbog klevete pravoslavnih Srba.
Srpski nacionalisti koriste umjesto toga koncept kao što je Velika Srbija.